# Grafenstein (Austria)
Grafenstein (słoweń. Grabštanj) – gmina targowa w Austrii, w kraju związkowym Karyntia, w powiecie Klagenfurt-Land. Według Austriackiego Urzędu Statystycznego liczyła 2836 mieszkańców (1 stycznia 2015).